# Vaefaro
Vaefario, in latino Vaefarius, (... – fl. VI secolo) risulta, secondo i documenti del vescovo Mario di Avenches, fu duca franco-alemannico nella diocesi di Avenches dal 565 al 573.
Fu il successore di Magnacario. Il suo successore come duca fu Teodefrido.